# 藤原景清

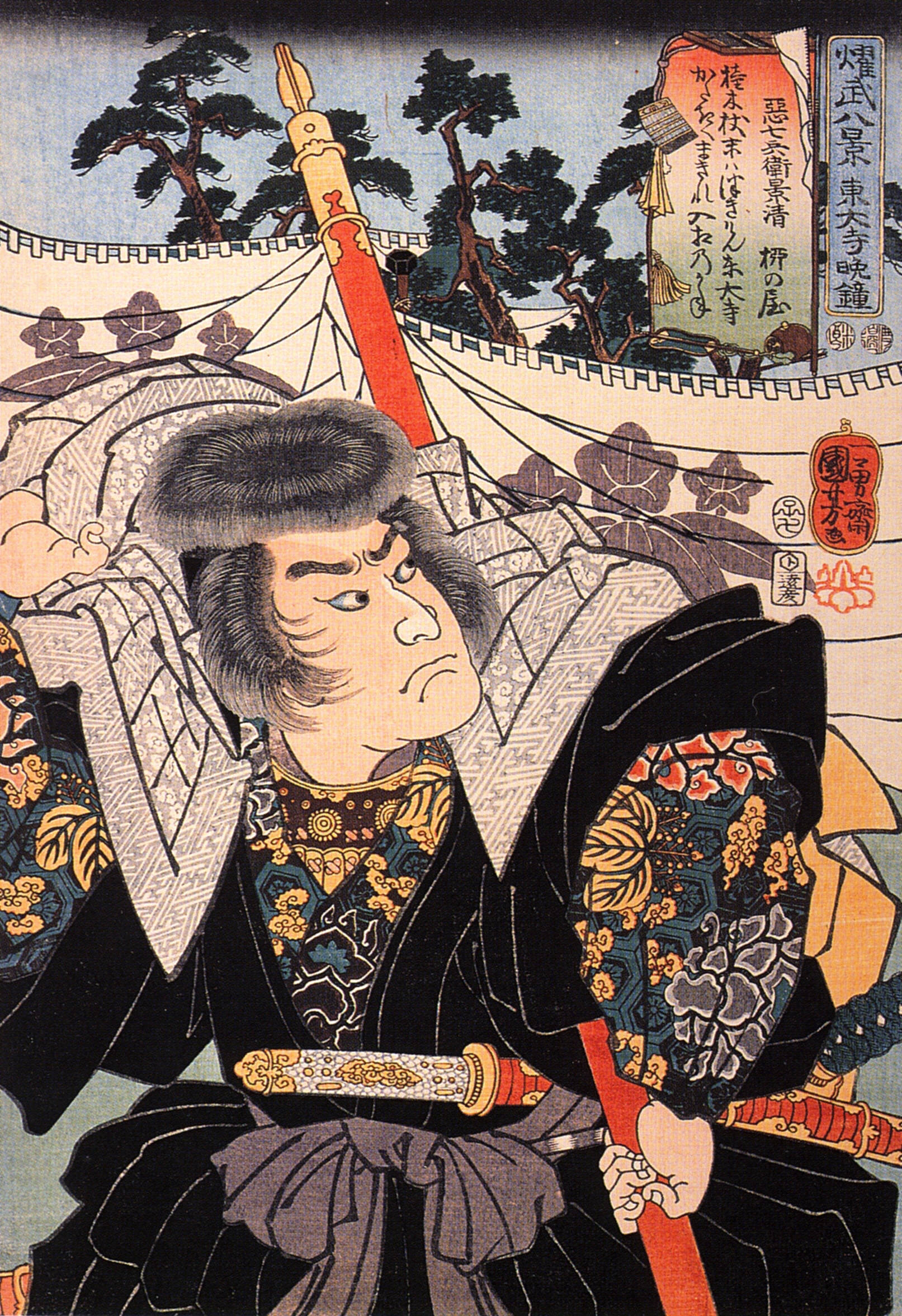
歌川国芳画『耀武八景 大寺晩鐘 悪七兵衛景清』

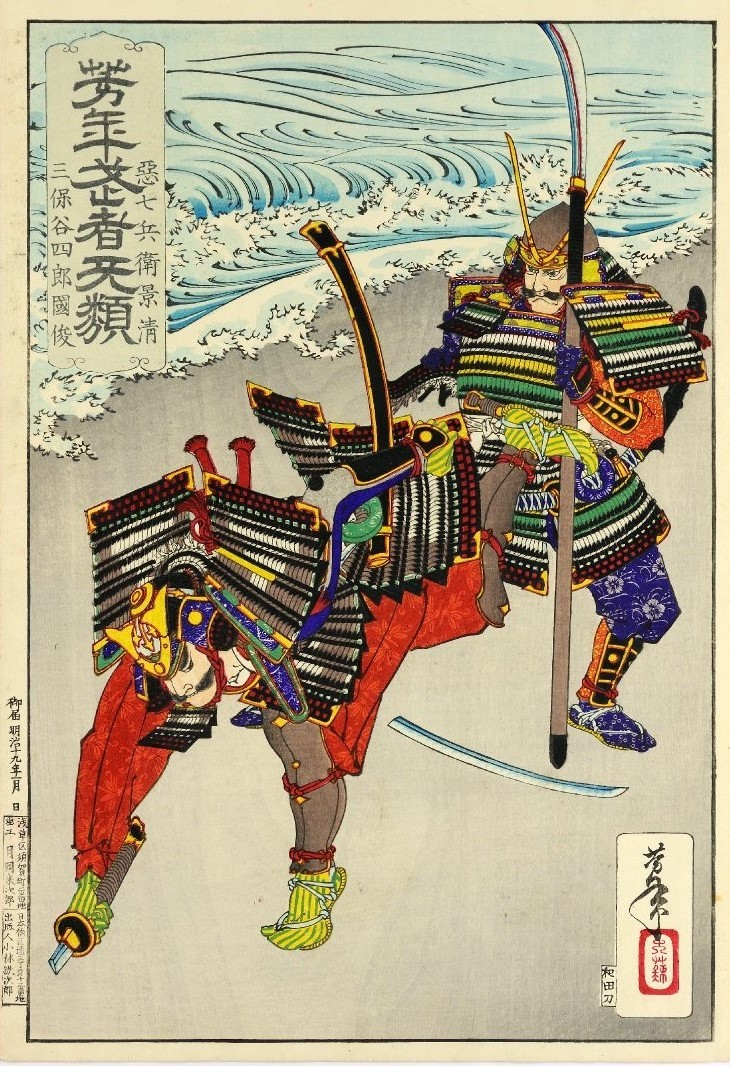
悪七兵衛景清 三保谷四郎国俊 月岡芳年画「芳年武者无類」

藤原 景清（ふじわら の かげきよ、生年不詳 - 建久7年〈1196年〉?）は、平安時代末期から鎌倉時代初期の武士。藤原忠清の子。
平家に仕えて戦い、都落ちに従ったため俗に平姓で平景清とも呼ばれているが、藤原秀郷の子孫の伊勢藤原氏（伊藤氏）で、伊藤景清ともいう。通称、上総七郎（上総介忠清の七男であるため）。信濃守（1180年）、兵衛尉。「悪七兵衛」（あくしちびょうえ）の異名を持つほど勇猛であった。

## 略歴
平安末期における治承・寿永の乱（源平合戦）において活躍した。『平家物語』巻十一「弓流」において、源氏方の美尾屋十郎の錣（しころ）を素手で引きちぎったという「錣引き」が特に有名である。壇ノ浦の戦いで敗れた後に捕らえられ、一説には預けられた八田知家の邸で絶食し果てたといわれる。
「悪七兵衛」の「悪」は悪人という意味ではなく、「悪党」と同様に勇猛さを指すものとされるが、壇ノ浦の敗戦後に自分を匿った叔父の大日房能忍を疑心暗鬼にかられて殺害してしまったためにそう呼ばれるようになったとの伝承もある。ただし近年は能忍の死因は病死または事故死とする説が有力。
実在したとはいえ生涯に謎の多い人物であるため、いわゆる平家の落人として扱われる事は少ないが、各地に様々な伝説が残されている。このためか各種の創作において主人公としてよく取り上げられている。
後世に、藤原景清を哀れに思った人々が供養のため作った墓が、大阪市東淀川区光用寺にある。
『吾妻鏡』の記述によれば、景清には上総五郎兵衛尉忠光という兄がいて、建久3年（1192年）正月21日、鎌倉二階堂の永福寺の造営中、源頼朝を暗殺しようと土工にまぎれこむも、怪しまれて捕まっている。。

## 逸話・伝承
伝承によれば、名刀と言われるあざ丸の所有者であったという。「あざ丸」の「あざ」は、景清がこの刀に映った自身の顔を見た際、顔のあざが見えた事に由来するという。
軍記物語『太平記』では、仏教に言う三毒のうち癡（無知蒙昧、おろかさ）を司る、同名の「癡」という妖刀を所持していたが、壇の浦の戦いの際に海中に落としたと物語られる。詳細は楠木正成#怨霊伝説。
涙池（泪池）（現在の大阪市東淀川区、小松公園）の物語としても伝わっている。上記の大日房能院に匿ってもらった折、「（景清が好きな）そばを打て」(但し、当時打ち蕎麦は存在しない)という下男に対する大日坊の言葉を「景清を討て」と聞き間違え、大日坊を斬ってしまい、過ちに気づいて血のついた刀を涙を流しながら池で洗い、兜を脱ぎ捨てて去ったという。

## 各地の景清伝説

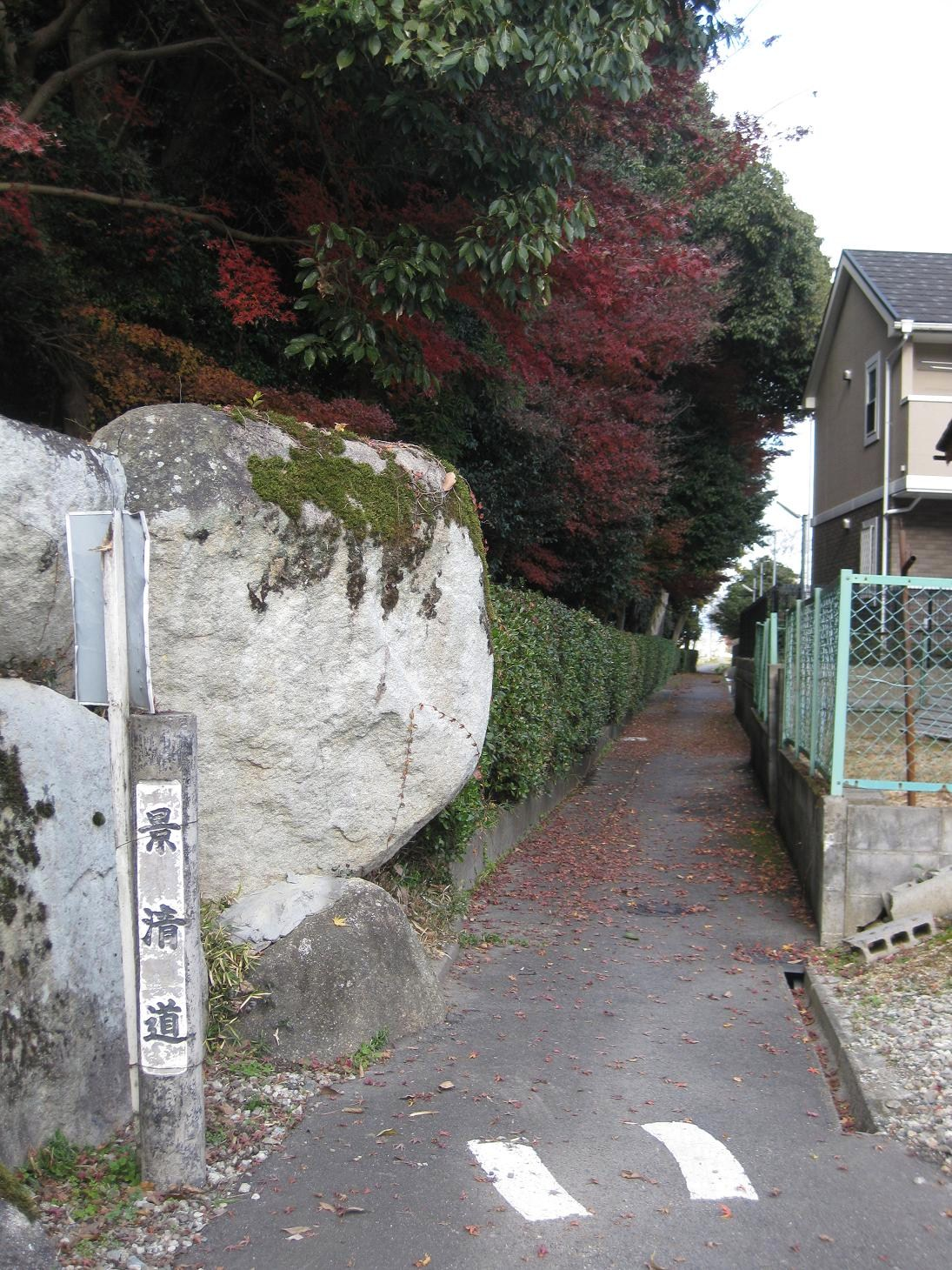
滋賀県東近江市内の景清道

- 高照寺観音堂（岐阜県海津市、景清が肌身に付けている守り仏である木彫観音立像）
- 景清産湯伝説（常陸國府中六井・室ヶ井、茨城県石岡市国府）
- 景清屋敷（茨城県石岡市貝地2-7-8）
- 景清塚（茨城県石岡市貝地2-6-14）
- 景清陣屋（千葉県木更津市）
- 景清身代り観音（千葉県いすみ市・清水寺）
- 景清の土牢（神奈川県鎌倉市）
- 景清寺（新潟県新潟市）
- 景清社（愛知県名古屋市熱田区）
- 尾張・景清屋敷跡、芦沢の井、常福寺（愛知県大府市吉田町）
- 景清屋敷（三重県伊勢地方北部各地）
- 景清観音（三重県伊賀市）
- 景清眼洗いの井戸（滋賀県彦根市）
- 景清道（滋賀県湖東地方）
- 桑実寺の「景清の背比べ石」（滋賀県近江八幡市）
- 景清爪形観音（京都府京都市東山区・清水寺）
- かぶとみち（かぶと公園）（大阪市東淀川区）
- 血の池（泪の池）（大阪府吹田市）
- 景清門（転害門）（奈良県奈良市・東大寺）
- 景清地蔵堂（奈良県奈良市）
- 月山富田城（島根県安来市）
- 大田の首なし地蔵、景清埋蔵金伝説（広島県東広島市・安芸津）
- 景清穴（山口県美祢市・秋吉台）
- 景清護身観音、景清の目洗い井戸（山口県周南市・川崎観音）
- 平景清と郎党の墓（大阪府大阪市淀川区西中島・光用寺）
- 平家塚（山口県熊毛郡上関町・祝島）
- 生目神社（宮崎県宮崎市・生目）、景清廟（同・大宮）
- 景清ノ墓（鹿児島県曽於市）
- 景清さんの墓（島根県安来市荒島町・東養寺五輪塔）
- 平景清公の墓（鳥取県東伯郡湯梨浜町・長伝寺五輪塔）
- 涙池（大阪市東淀川区小松公園、昭和初期に池は埋め立てられている）
- 平景清公の墓　大阪市東淀川区光用寺

● 生目八幡神社　旧名　土穴若宮神社（福岡県宗像市土穴2丁目12 神郡宗像摂末社）平景清公が壇ノ浦の戦いの後、日向国に配流される際、眼病を患い、この地で平癒祈願したとの伝承有り。

## 大衆文化での表象

### 景清物

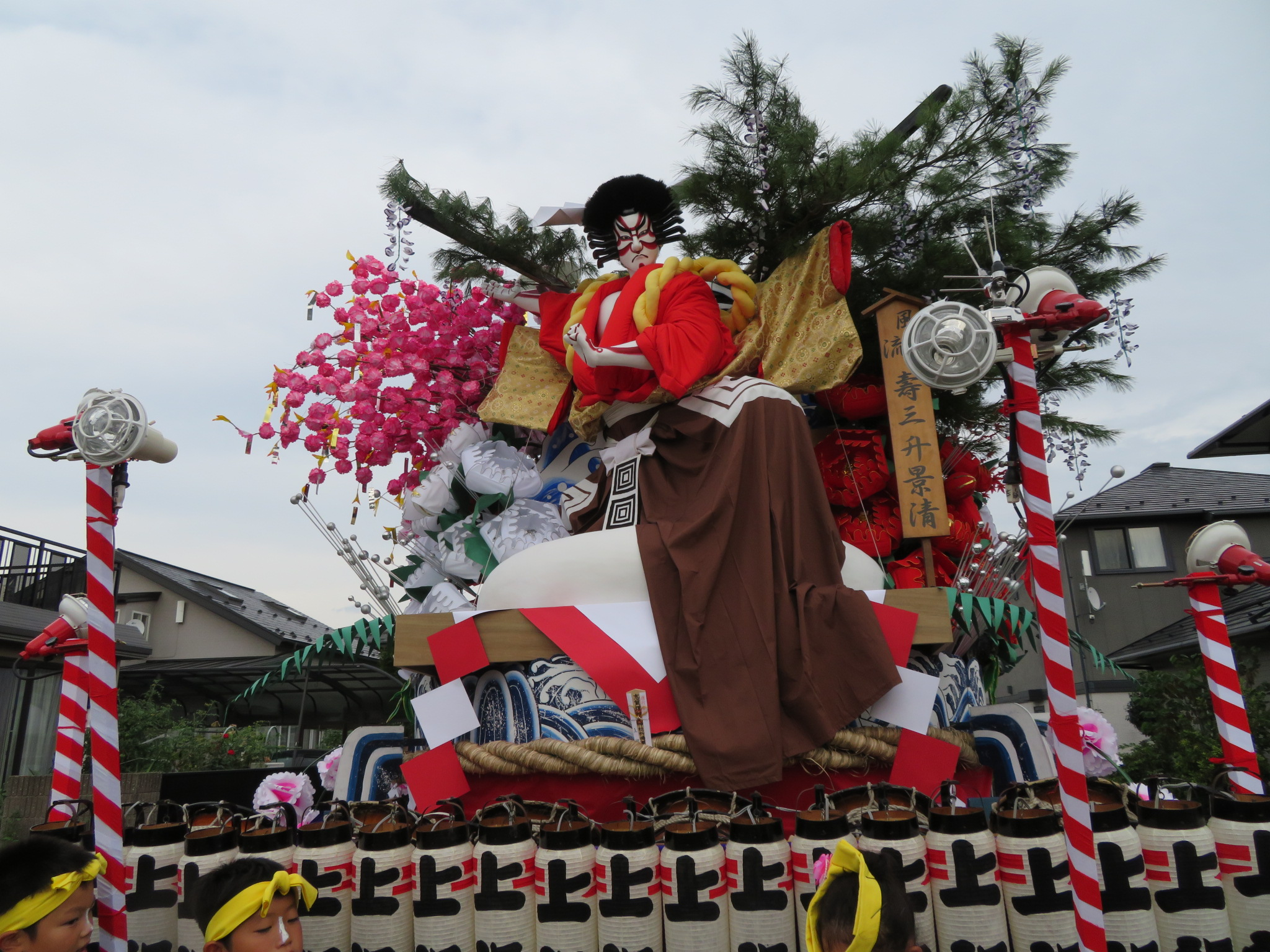
新作歌舞伎「寿 三升景清」をモチーフにした、岩手県紫波町の山車。

古典芸能において、「景清」または「何某誰々実ハ景清」が登場する作品を、一括して景清物（かげきよもの）と呼ぶ。
能・謡曲
- 景清
- 大仏供養（金春流の『奈良詣』）

幸若舞
- 景清

人形浄瑠璃・歌舞伎
- 出世景清（近松門左衛門作）
- 鎌倉袖日記
- 大仏殿万代石楚
  - 嬢景清八嶋日記（『大仏殿万代石楚』の三段目を踏襲したもの）　
  - 日向嶋景清（『嬢景清八島日記』を下敷きにした松貫四作の新釈版）
- 壇浦兜軍記[7]

- 歌舞伎十八番之内『景清』『関羽』『解脱[8]』『鎌髭』 
  - 寿三升景清（景清に関する上記の4演目を合わせた通し狂言）

落語
- 景清

### アーケードゲーム
『源平討魔伝』（ナムコ、1986年）では、壇ノ浦で討死した景清が地獄から蘇り、魔界源氏を率いる頼朝を討つために戦うという物語が描かれている。この作品は、景清を主人公とした創作の中でも特に異色な設定で知られている。